# الاتحاد الدولي للجودو
الاتحاد الدولي للجودو (بالإنجليزية: International Judo Federation)‏ هي المنظمة العالمية الرئيسية المعترف بها من قبل اللجنة الأولمبية الدولية لرياضة لالجودو، و تنظم أكبر التجمعات العالمية للرياضة. و قد تأسست الفيدرالية عام 1951.